# Joe Lally
Joe Lally – amerykański muzyk, gitarzysta, autor tekstów, najbardziej znany ze swojej pracy z zespołem Fugazi. Na początku 2002 roku założył zespół The Black Sea, w skład którego weszli również Shelby Cinca i Jason Hamacher. Zespół rychło zmienił nazwę na Decahedron i wydał album studyjny i EP przed odejściem gitarzysty z zespołu. Wraz z Johnem Frusciante i Joshem Klinghofferem założył grupę Ataxia, z którą wydał dwa albumy: Automatic Writing (2004) i AW II (2007).